# Volby do Evropského parlamentu ve Švédsku 1999
Volby do Evropského parlamentu ve Švédsku 1999 se konaly dne 13. června 1999 a byly to ve Švédsku v pořadí druhé volby do Evropského parlamentu.
Z 22 mandátů, které Švédsku v EP příslušely, získala Švédská sociálně demokratická strana dělnická 6 mandátů (25,99 %), konzervativně-liberální Umírnění 5 mandátů (20,75 %), Levicová strana 3 mandáty (15,72 %), Liberální lidová strana 3 mandáty (13,85 %), Strana zelených 2 mandáty (9,49 %), Křesťanští demokraté 2 mandáty (7,64 %) a Strana středu 1 mandát (5,99 %). Jiné strany nepřekonaly čtyřprocentní hranici potřebnou pro vstup do EP.
Volební účast byla 38,84 %.